# Királypálma
A királypálma vagy kubai királypálma (Roystonea regia) az egyszikűek (Liliopsida) osztályának pálmavirágúak (Arecales) rendjébe, ezen belül a pálmafélék (Arecaceae) családjába tartozó faj.

## Előfordulása
A Karib-térségben honos, de az nehezen megállapítható, hogy Kuba szigetén kívül hol van még természetes előfordulása, mivel az újvilági trópusokon szívesen ültetik fasornak vagy terek keretbe foglalására. Ennek ellenére valószínűsíthető, hogy Florida, a Yucatán-félsziget és a Kajmán-szigetek egyes részein is őshonos.
Ezt a pálmafajt termesztik is.

## Megjelenése
Törzse karcsú és csaknem sima. A levélkék nem egészen egy síkban helyezkednek el. A virágzatok közvetlenül a sima, zöld, alul kissé megvastagodott álltörzs alatt fejlődnek. A növény felálló törzsű, legfeljebb 25 méter magas fa. A törzs nem egészen egyenletes vastagságú. Levele szárnyalt, többnyire 2-3,5  méter hosszú, mereven feltörő vagy szétálló és ívben meghajló. Az álltörzs feltűnően hosszú, mintegy 2 méteres. Sárgásfehér virágai nagy, gazdagon ágas virágzatokban fejlődnek. Termése vörös, a jól megérett néha fekete is lehet, csaknem gömb alakú, átmérője körülbelül 1 centiméter.
A királypálmának szokatlanul sima a törzse, mivel idős leveleit teljes egészében hullatja le, maradványok nélkül. Levélüstöke ugyan mindig ápoltnak látszik, ám a járókelőket komolyan veszélyezteti, ha egy-egy, akár 20 kilogrammos levél egészben lezuhan. A királypálma hazájában a jó talajt jelző növénynek számít; ezért eredeti elterjedési területét csaknem teljesen igénybe vették mezőgazdasági kultúrákhoz. Szerencsére mégsem ritka, mivel elegáns megjelenése miatt többnyire kíméletet élvez. Ugyancsak szívesen termesztik a Roystonea oleracea-t, amely még magasabbra nőhet, és levélszárnyai egy síkban állnak el a levélgerinctől. Hajtáscsúcsait a legfiatalabb levelekkel együtt pálmaszív néven fogyasztják.

## Képek

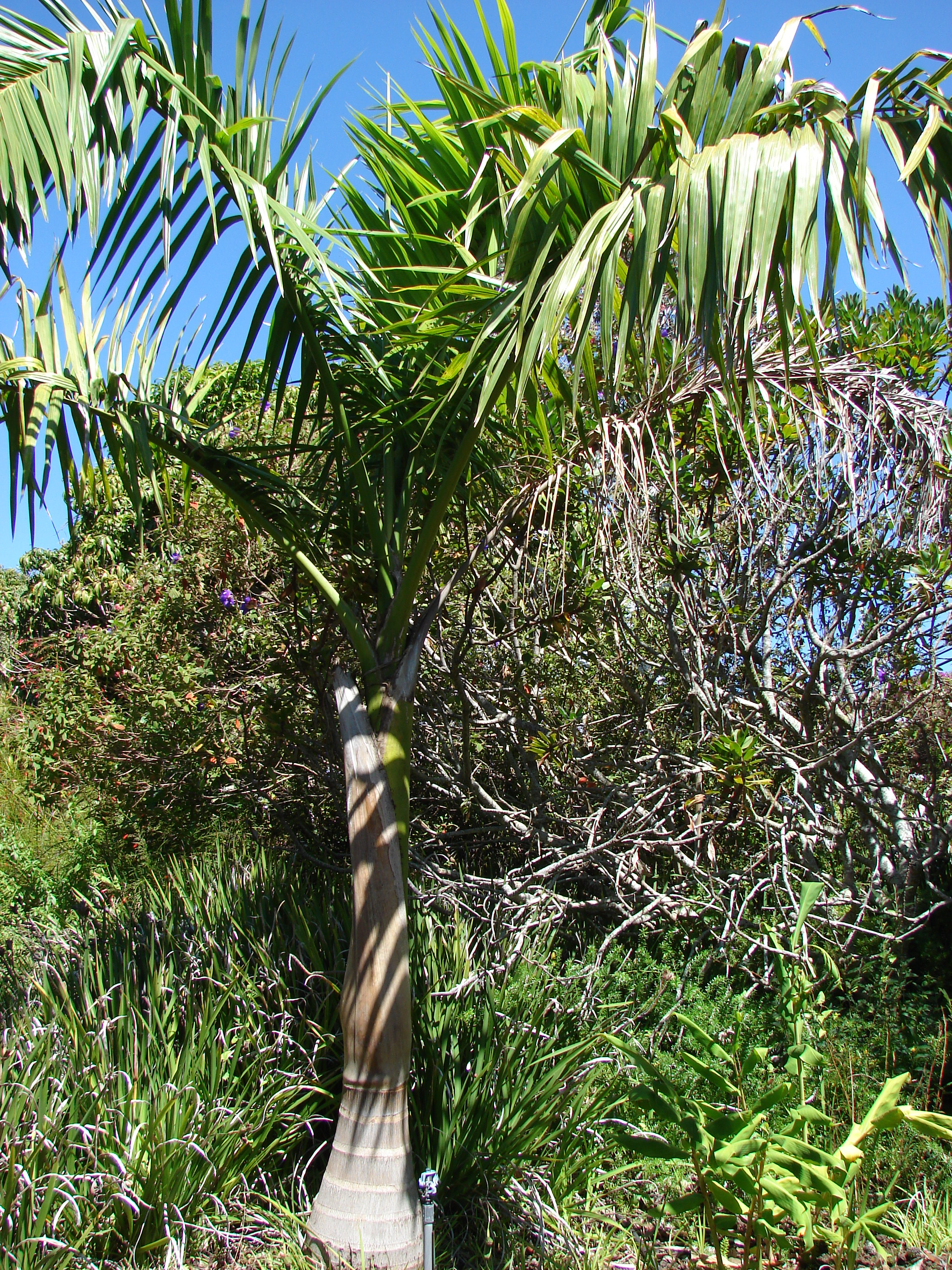
A növény
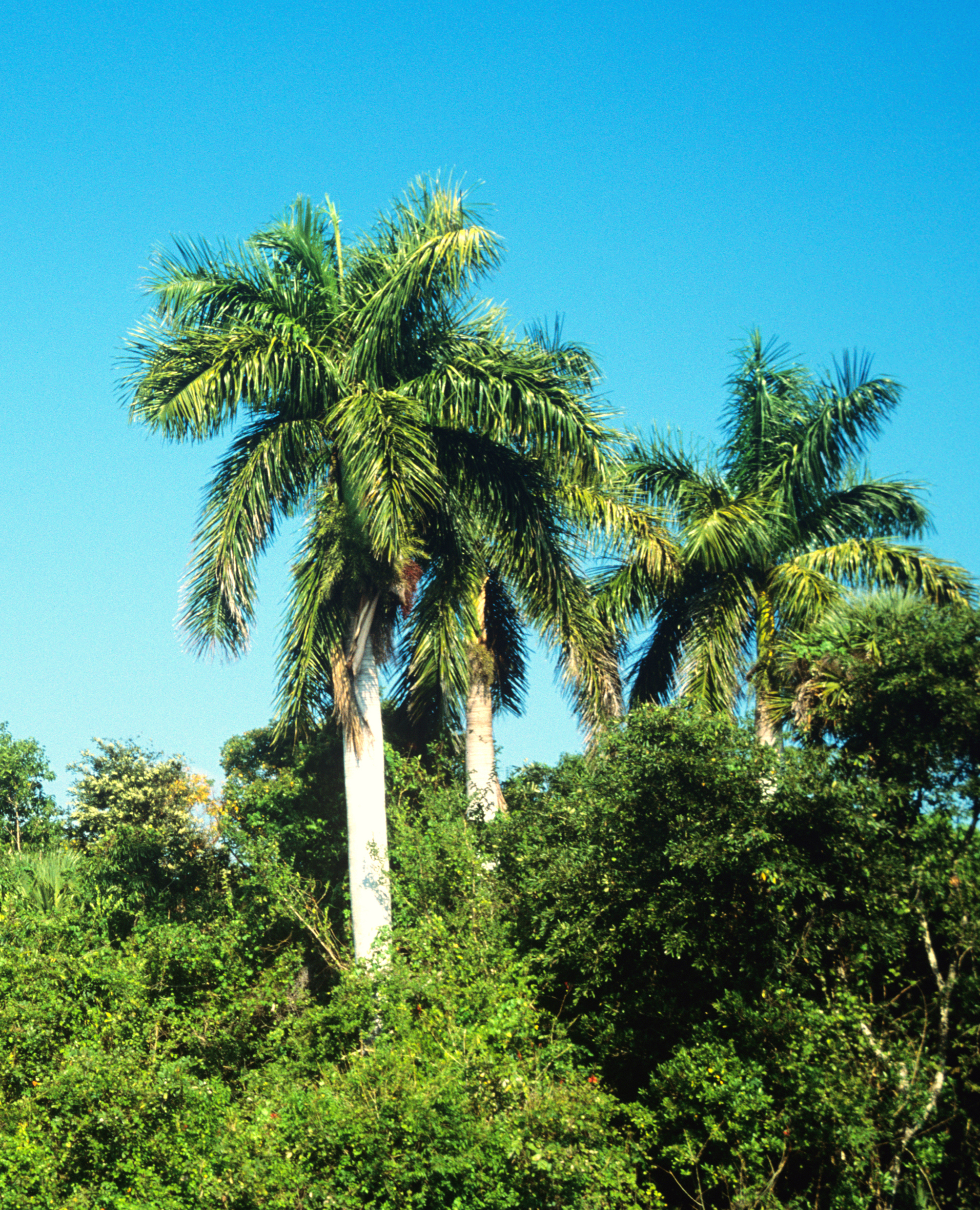
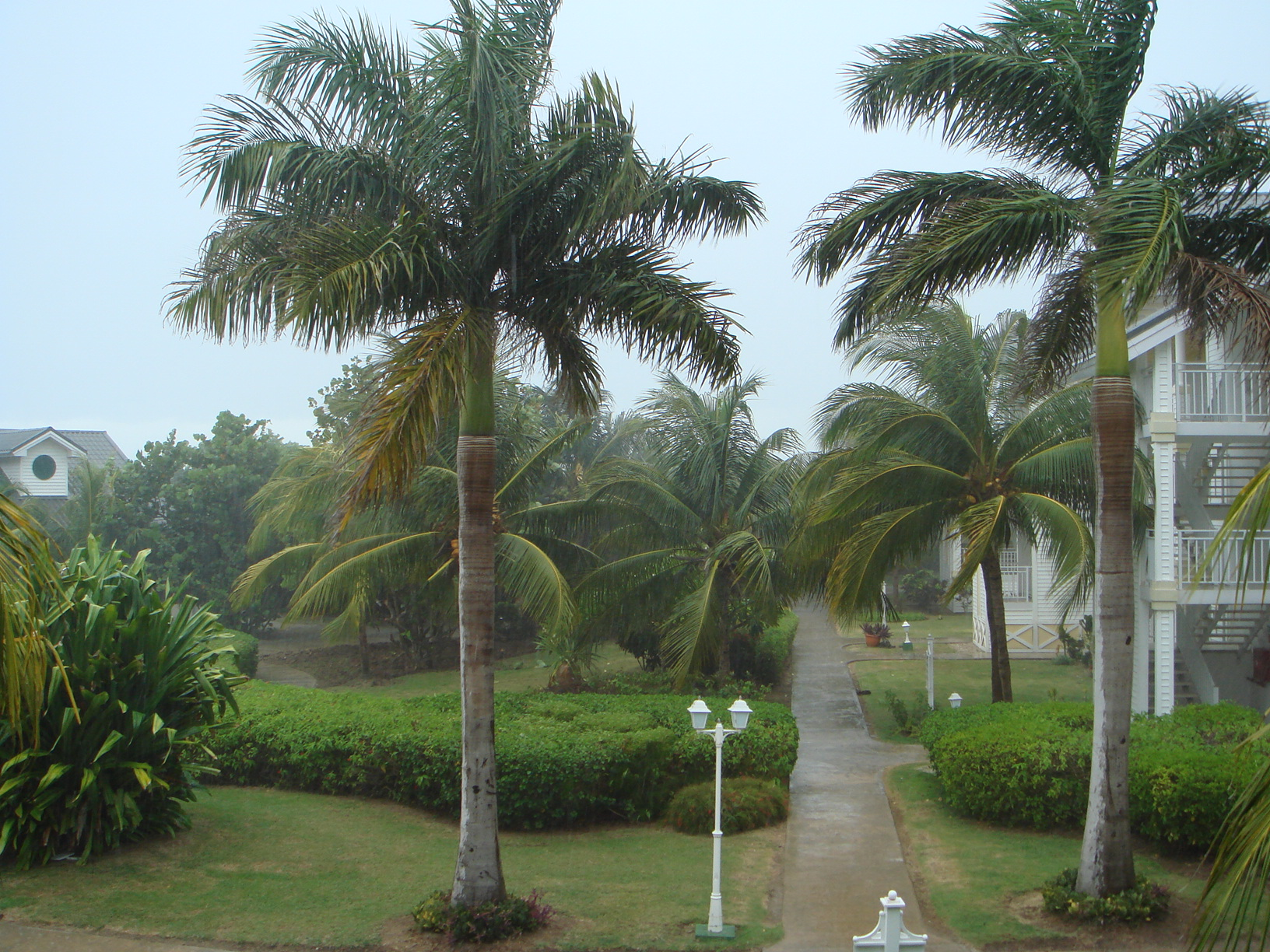
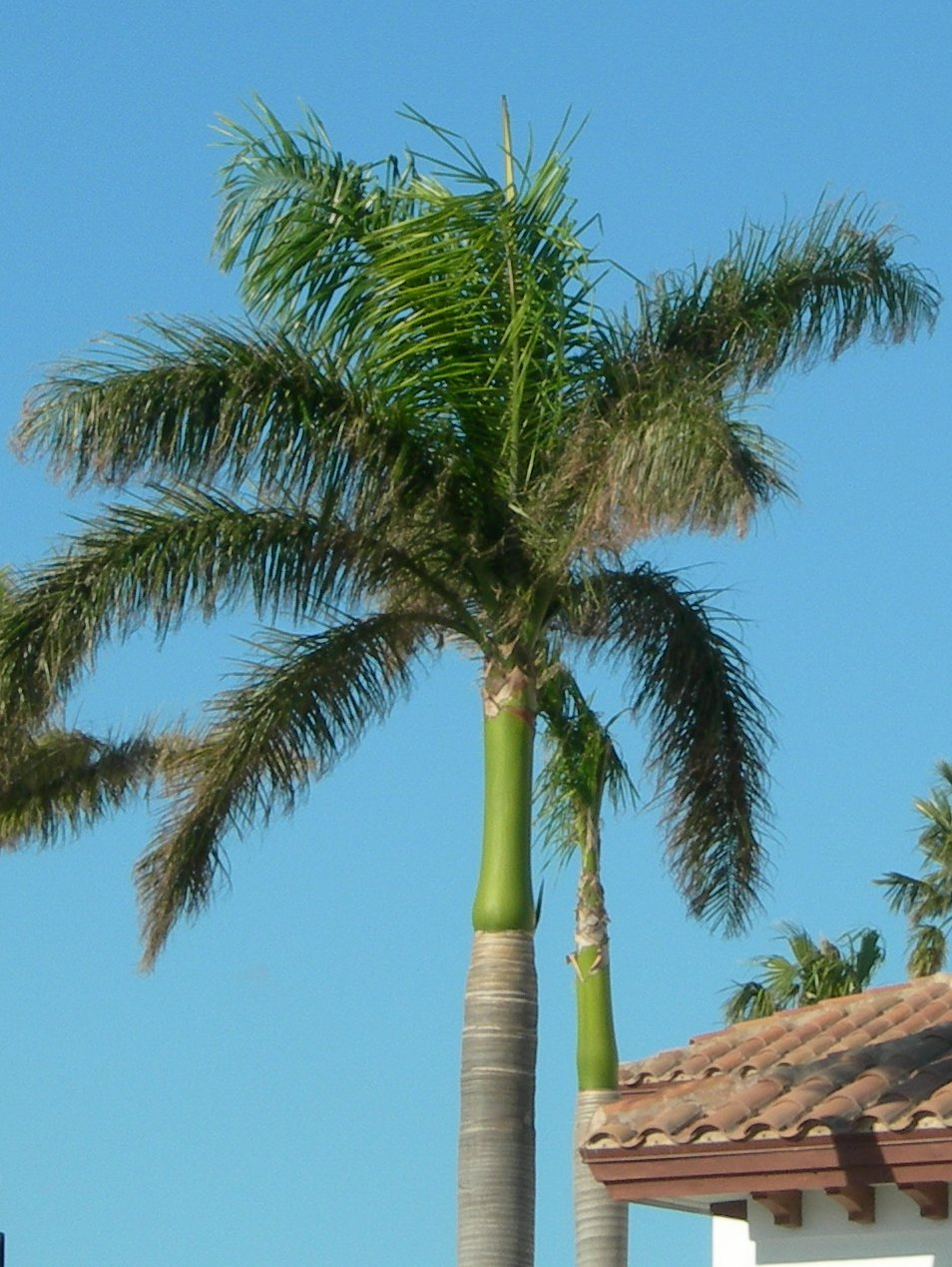
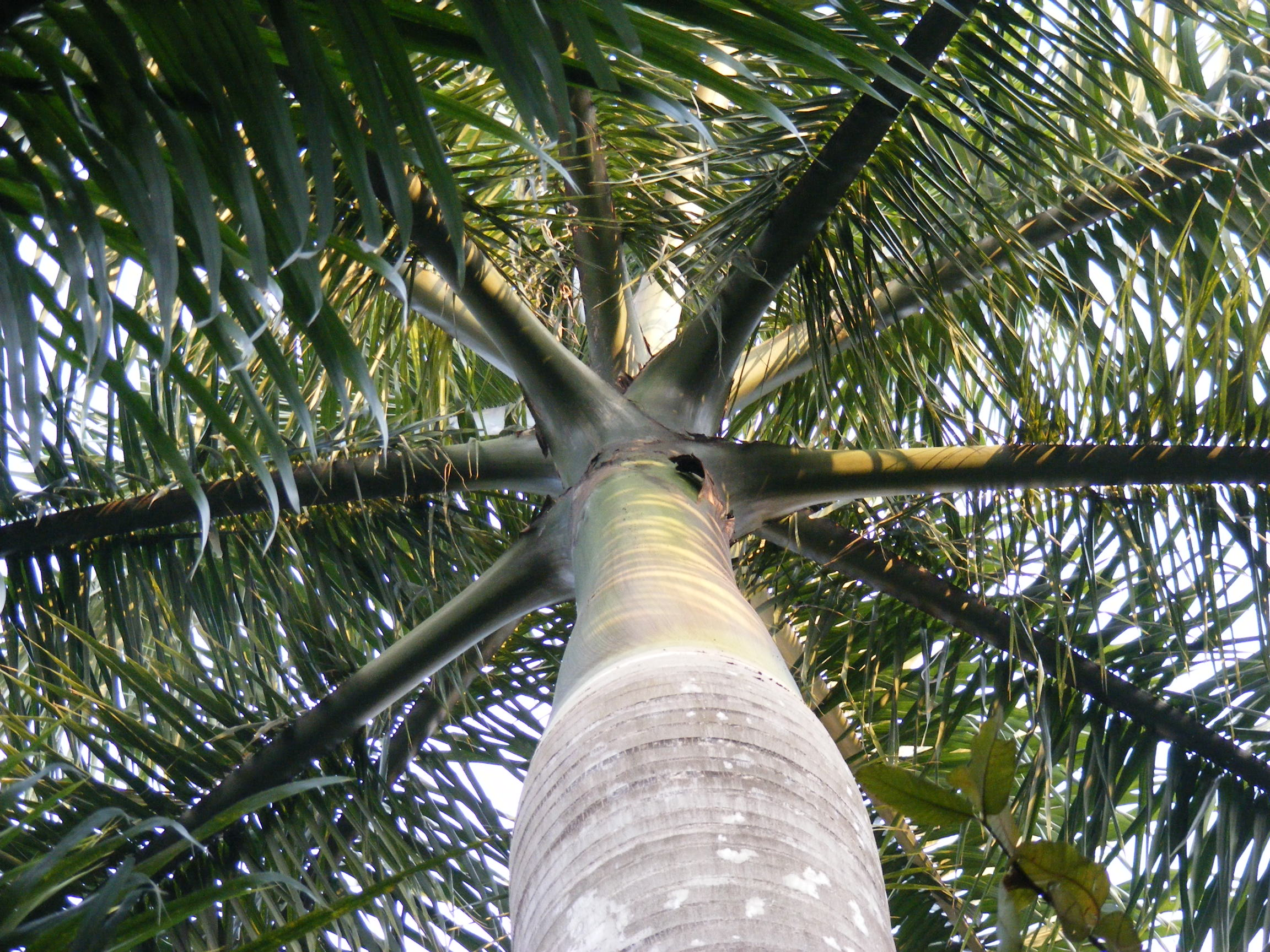
Törzse és koronája
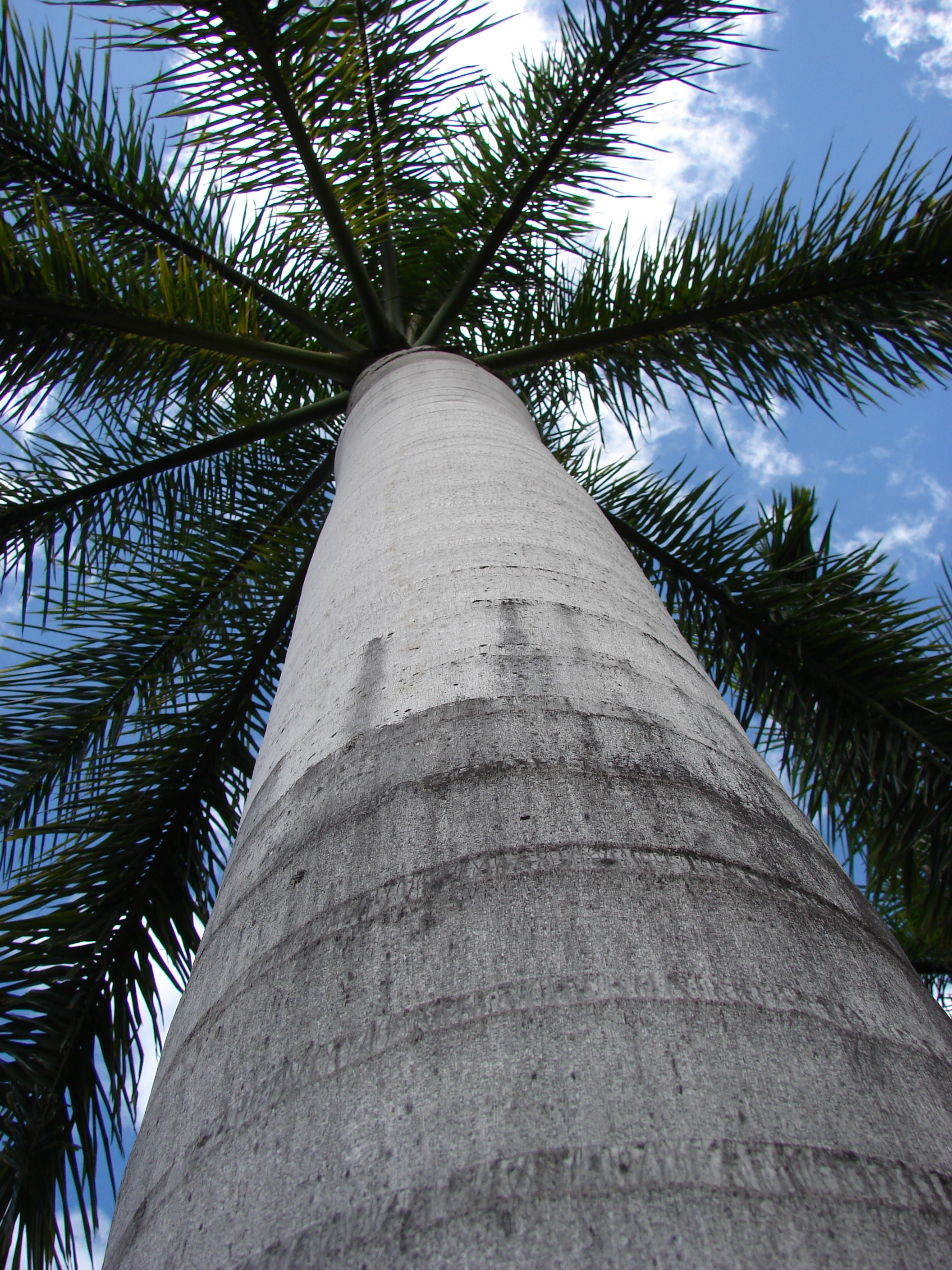
Törzse
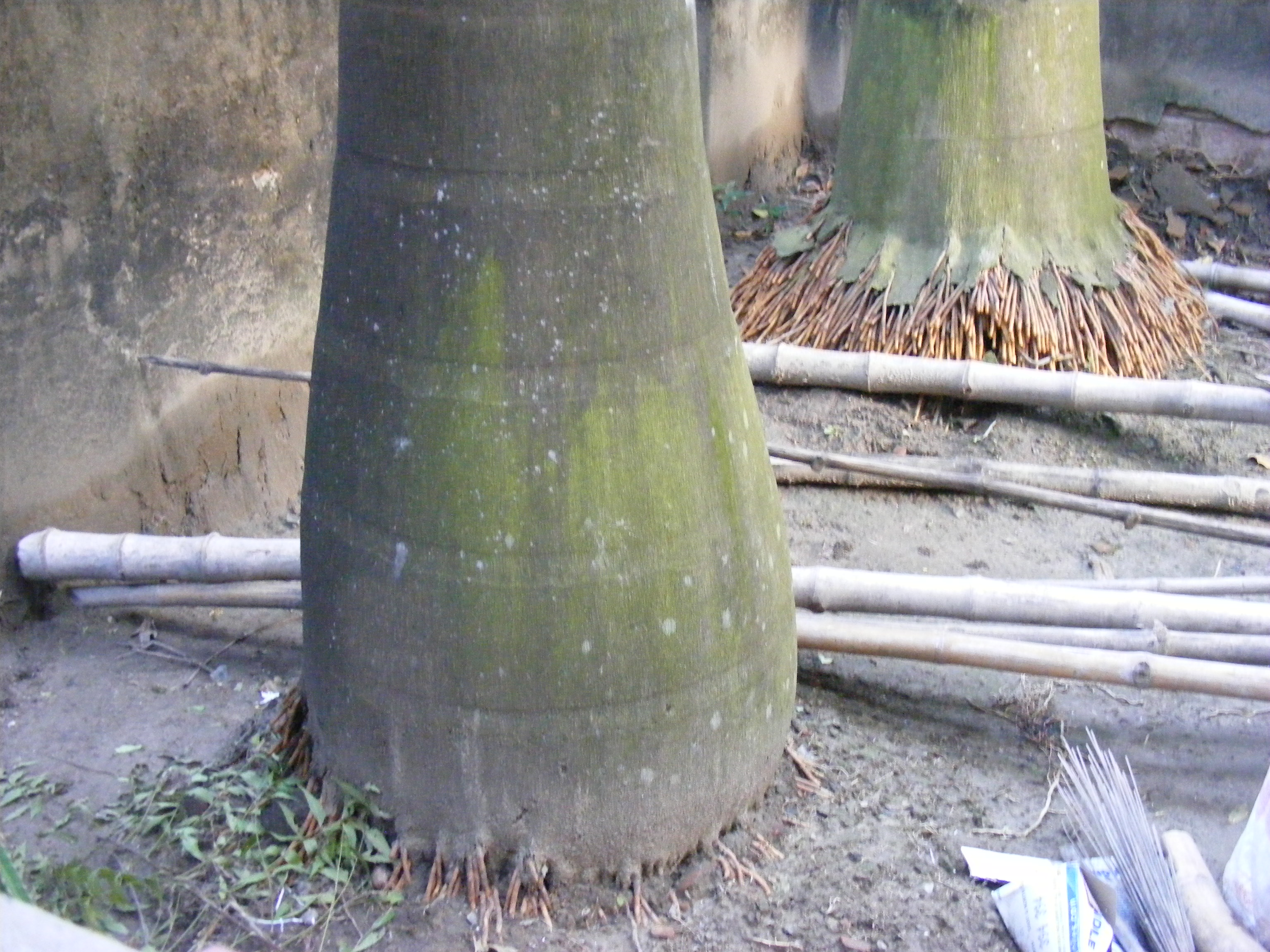
Törzse kissé kiálló gyökerekkel
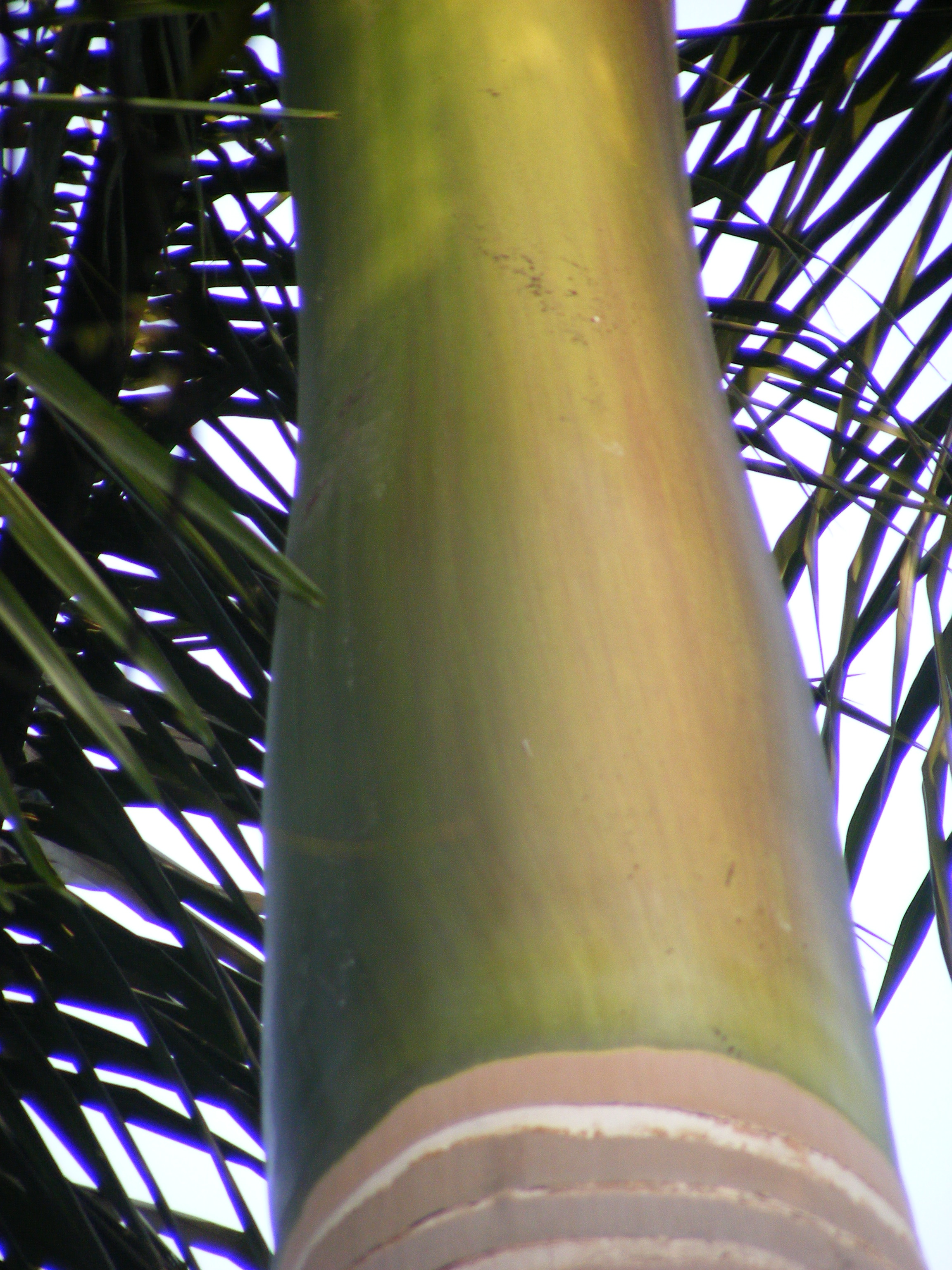
Levélszára közelről
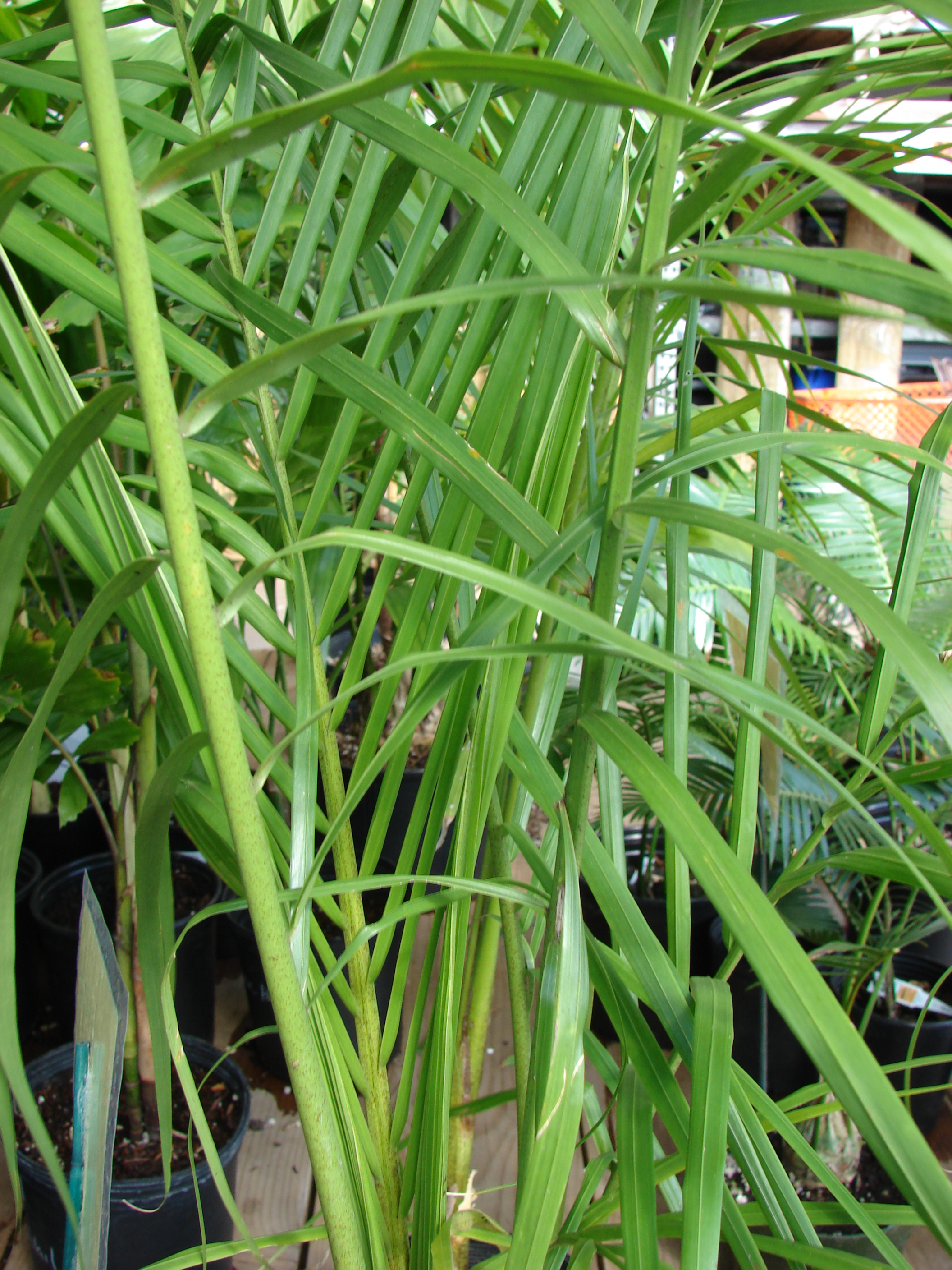
Levelei
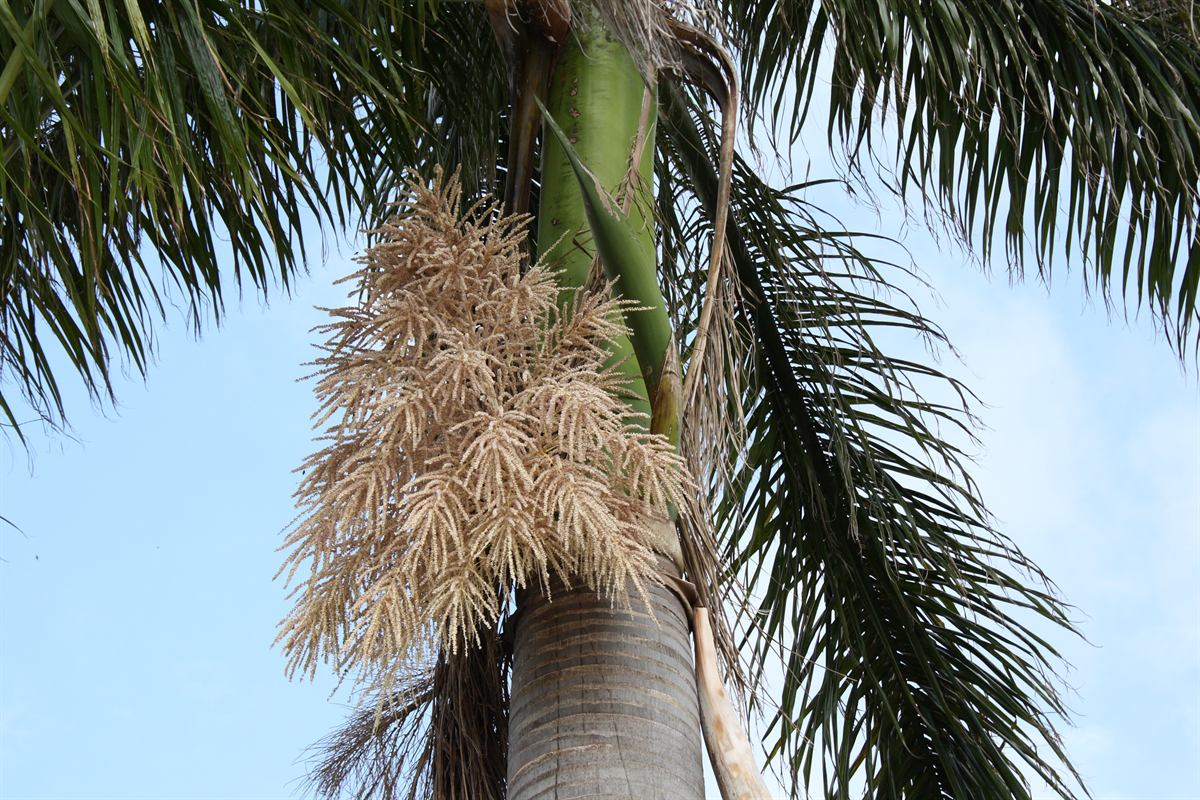
Virágzatai
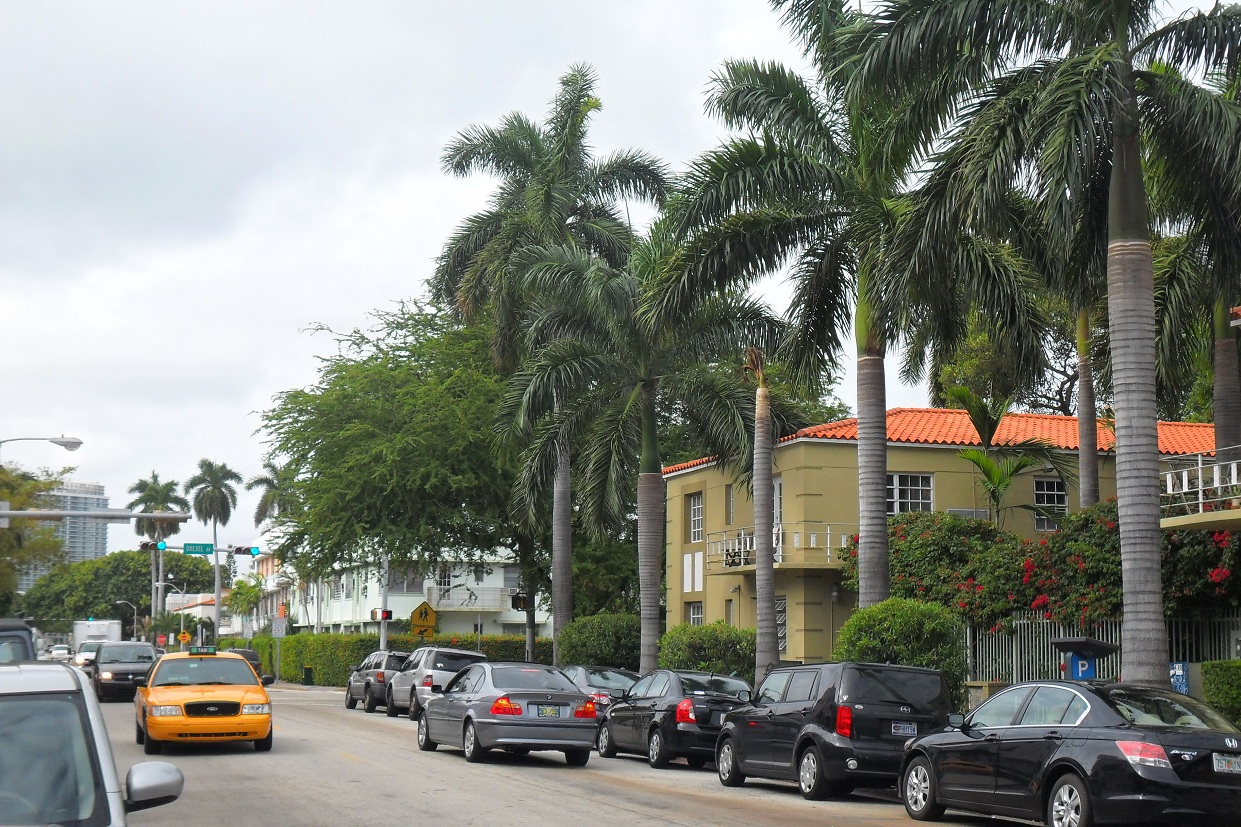
Királypálma-fasor Miami Beach (Florida) egy utcáján
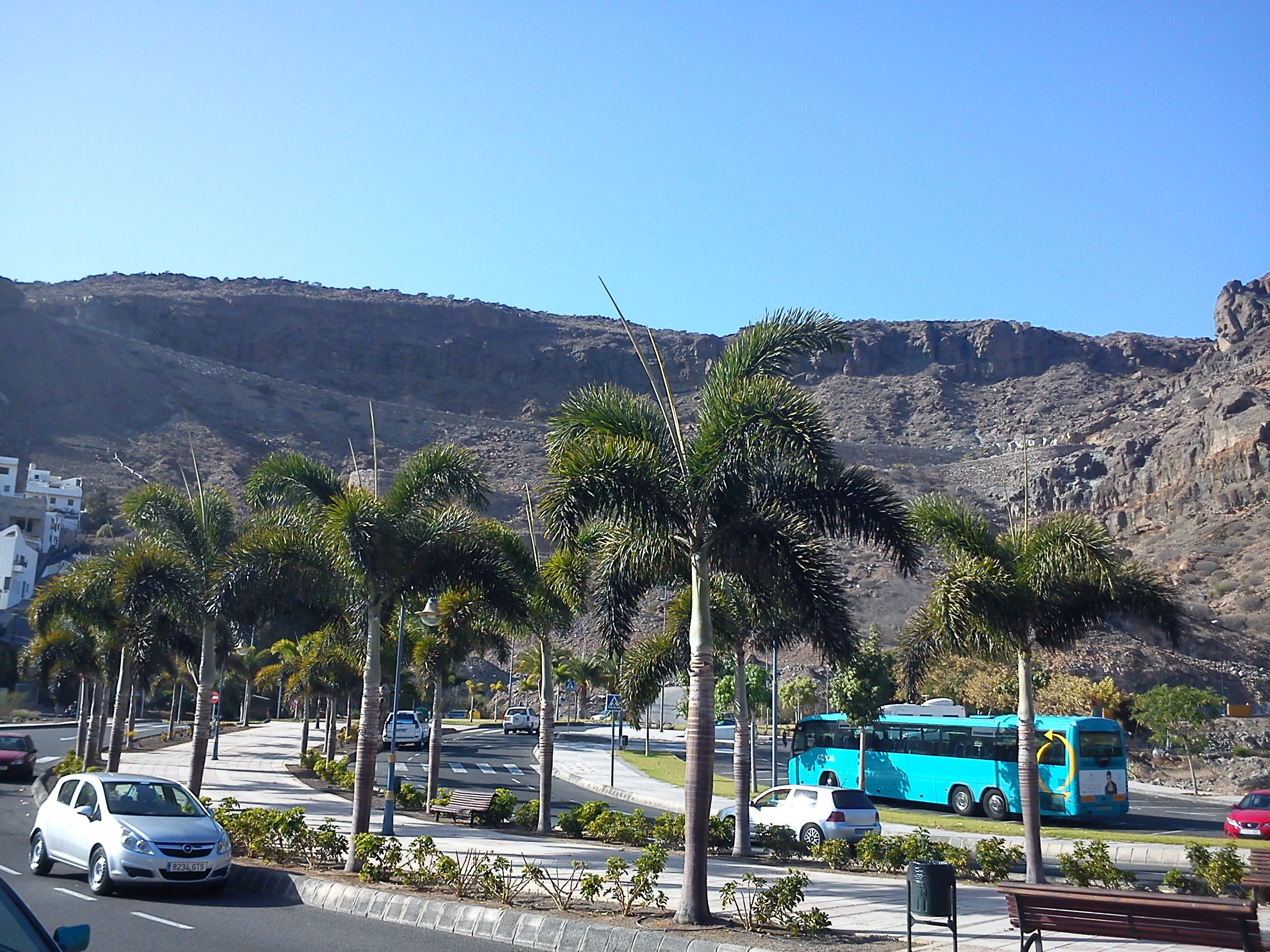
Királypálmák Gran Canarián Porto Mogan mellett
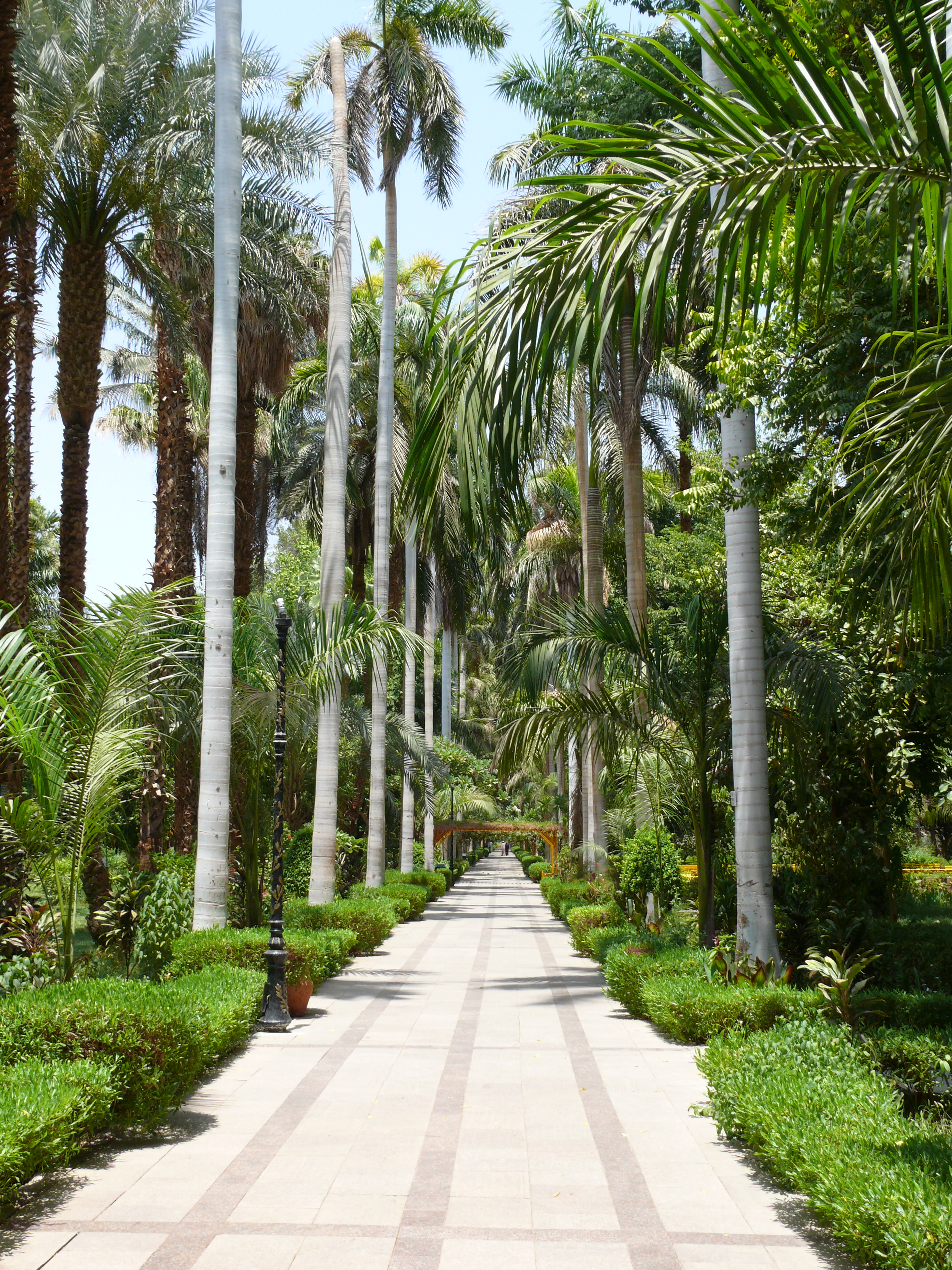
és Egyiptom egyik botanikus kertjében
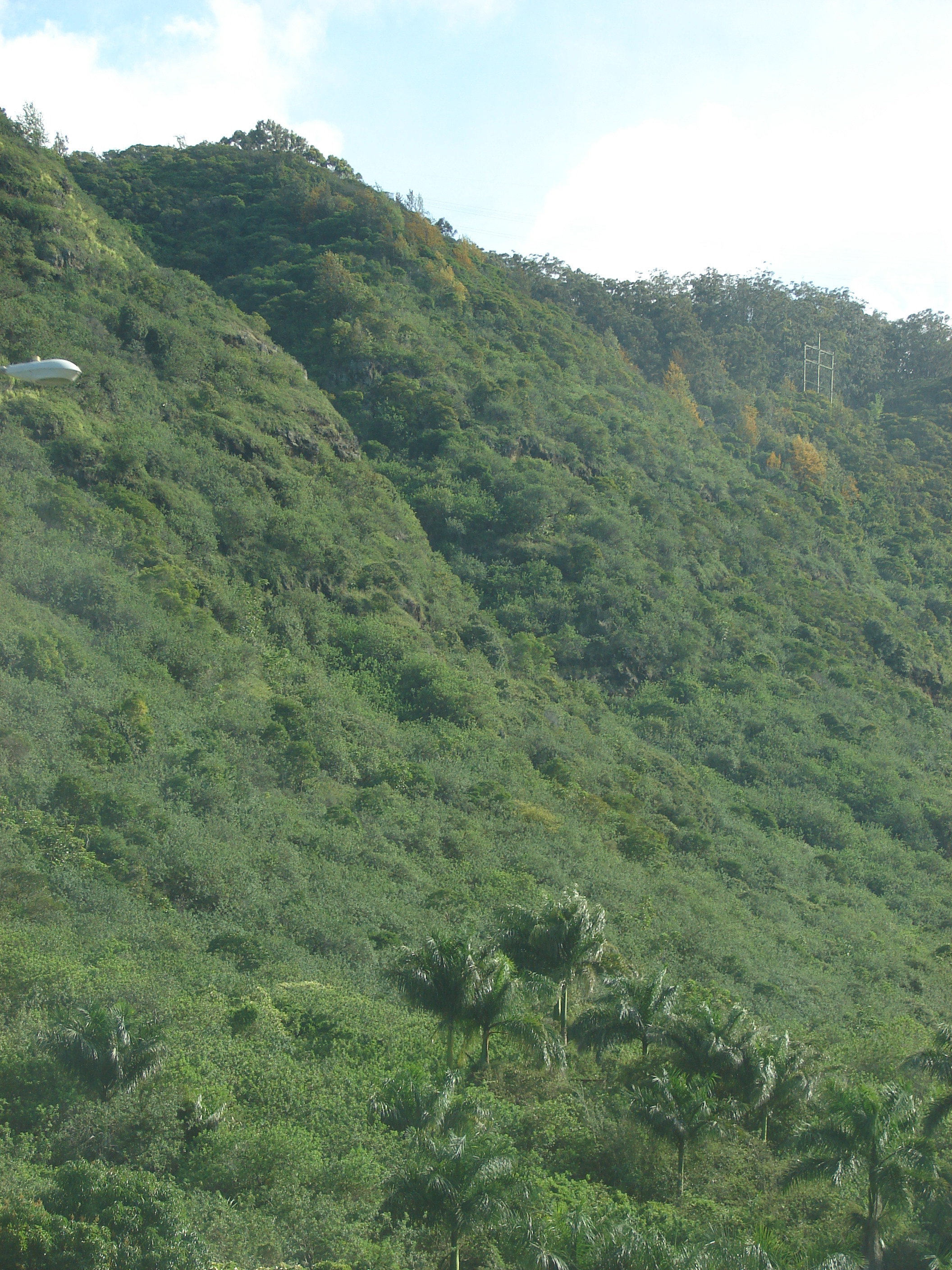
A hegyoldalon
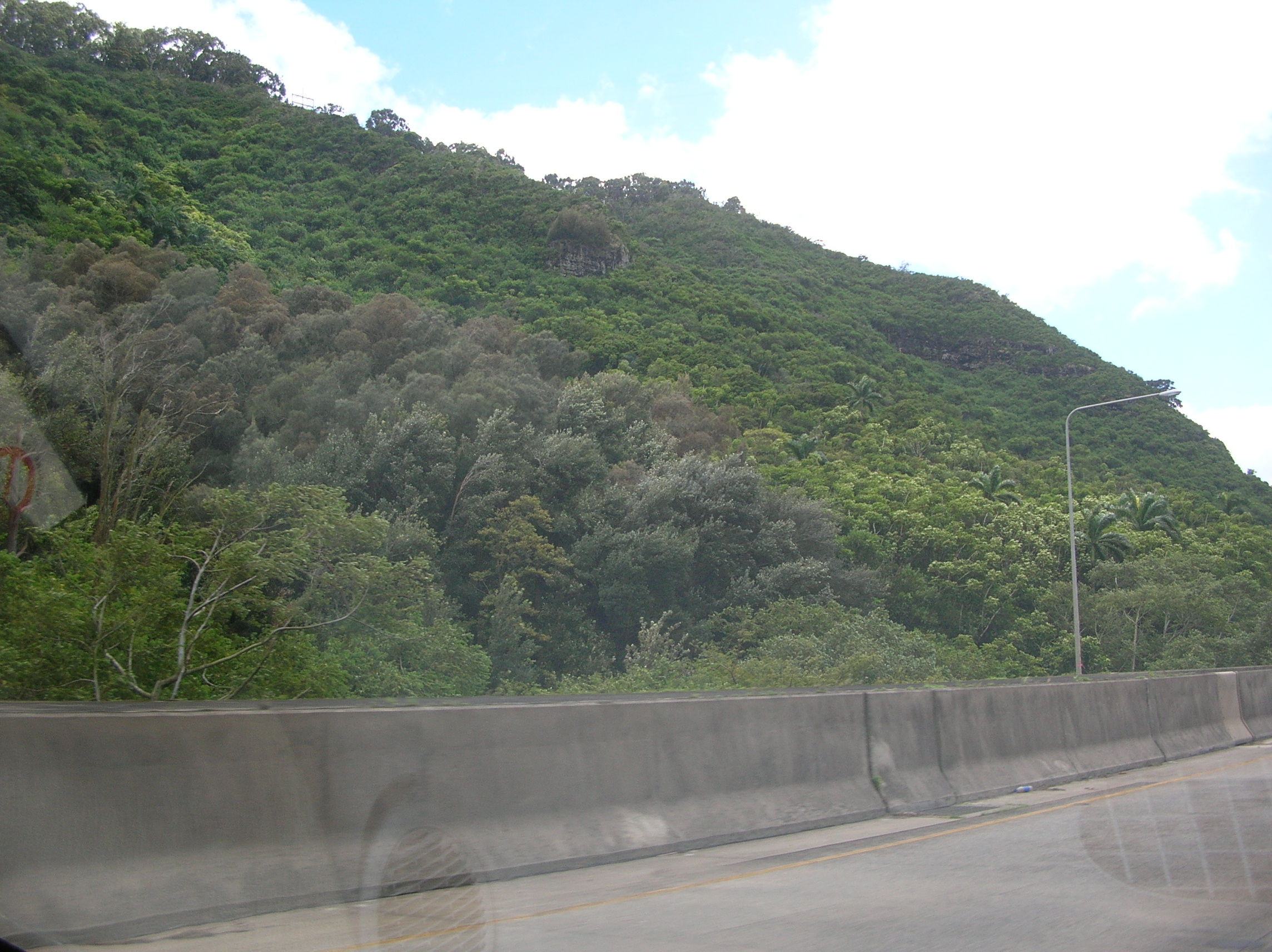
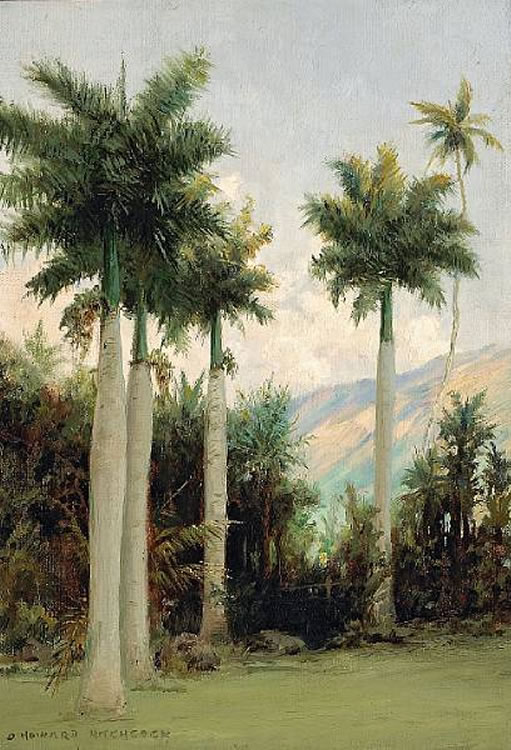
Festmény a királypálmákról